# Gânglio sentinela

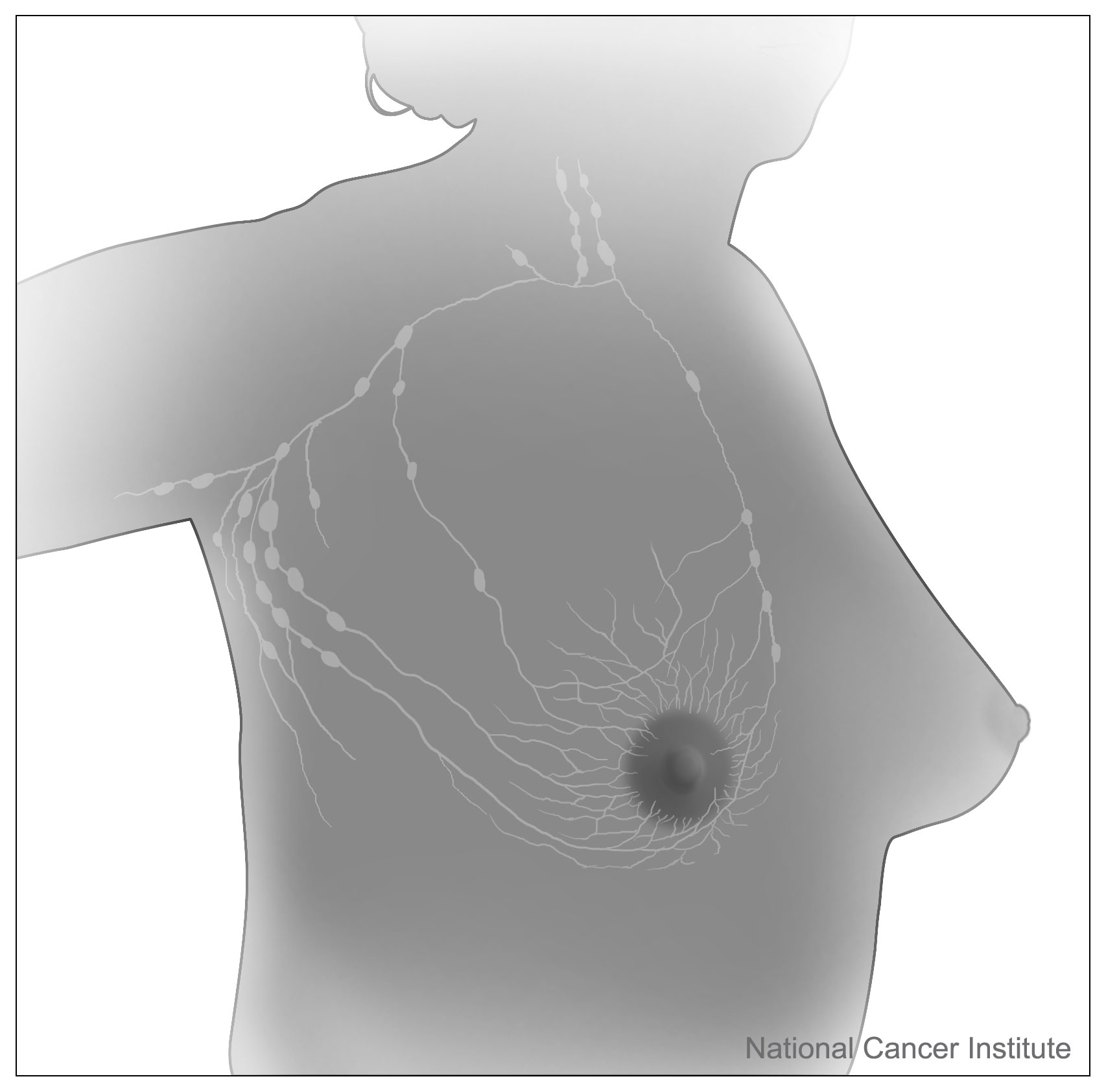
Mama, gânglios e vasos linfáticos adjacentes.

Gânglio sentinela ou linfonodo sentinela é o provável primeiro linfonodo invadido por um câncer em expansão. Em caso de diagnóstico de câncer se faz a biópsia dos linfonodo(s) sentinela(s) para saber se foram atingido por metástase de câncer ou não. Essa técnica reduz o risco de complicações, é útil no prognóstico, estabelece a terapia e facilita a reparação do local. 

## Fisiopatologia
A propagação de algumas formas de câncer geralmente segue uma progressão ordenada, espalhando-se primeiro a gânglios linfáticos do local e só depois aos próximos gânglios linfáticos, já que o fluxo da linfa é unidirecional. Ou seja, alguns tipos de câncer se espalhou de uma forma previsível a partir de onde o câncer começou. Nestes casos, se o câncer se espalhar ele vai primeiro para os linfonodos (gânglios linfáticos) mais próximos do tumor antes de se espalhar para outras partes do corpo. Remover um linfonodo sentinela serve para determinar se o câncer se espalhou para o primeiro  dos linfonodos (o "linfonodo sentinela") ou não. Se o linfonodo sentinela não contêm o câncer, então há uma alta probabilidade de que o câncer não se espalhou para outras áreas do corpo. Também pode orientar o cirurgião para a terapia adequada e prognóstico.

### Uso clínico
Existem várias vantagens para investigar o gânglio sentinela. Primeiro, diminui o número de dissecções de linfonodos desnecessárias e suas complicações. Segundo, serve para detectar micro-metástases e fazer um melhor estadiamento. Seus principais usos são no câncer de mama e no melanoma, apesar de ter sido utilizado em outros tipos de tumor (câncer de cólon) com sucesso. O uso dessa técnica para outros tipos de câncer está sendo investigados, especialmente para câncer de pênis, carcinoma de células transacionais, câncer de bexiga, câncer de próstata, câncer de testículo e câncer de células renais.